# Sapois (Vosges)
Sapois é uma comuna francesa na região administrativa do Grande Leste, no departamento de Vosges. Estende-se por uma área de 16.89 km². Em 2010 a comuna tinha 647 habitantes (densidade: 38,3 hab./km²).